# Charles Charlay-Pompon
 (janvier 2018).
Charles-Socrate Pompon, dit Charlay-Pompon, né le 8 novembre 1836 à Paris (ancien 6e), où il est mort dans le 17e arrondissement le 30 juillet 1904, est un artiste peintre français.

## Biographie
Charlay-Pompon naît en 1836 à Paris. Élève d'Alexandre Rapin (1839-1889), un peintre très proche de Gustave Courbet[réf. souhaitée], il expose au Salon de Paris de 1880 à 1894.
Il reçoit une mention honorable en 1882.
En 1883, il est nommé peintre officiel de la Marine. Il contribue au Monde illustré.[réf. souhaitée]
En 1885 il obtient une médaille de troisième classe.
Il meurt à Paris le 30 juillet 1904, et son décès entraîne un procès entre sa fille et l'organisme auquel l'artiste avait légué ses biens, la Caisse des victimes du devoir : la vente entraîna un legs d'un montant de 150 000 francs-or.

## Œuvres
- Carrière abandonnée[4].
- La Seine à Gloton[4].
- Entrée de Veules-en-Caux[7].
- Le Loir à Châteaudun[7].